# 메타트레이더 4
메타트레이더 4(MetaTrader 4)는 온라인 리테일 FX(foreign exchange) 투기 거래자들이 널리 사용하는 전자거래 플랫폼이다. MetaQuotes Software가 개발하여 2005년 출시했다. 이 소프트웨어는 소프트웨어를 고객에게 제공하는 FX 중개인들에게 라이선스된다. 이 소프트웨어는 클라이언트와 서버 구성 요소르 구성된다. 서버 구성 요소는 중개인에 의해 운영되며 클라이언트 소프트웨어는 중개인의 고객들에 제공되며 이 고객들은 해당 소프트웨어를 사용하여 실시간 스트리밍 가격과 차트를 보고 주문을 넣고 자신들의 계정을 관리할 수 있다.
클라이언트는 마이크로소프트 윈도우 기반 애플리케이션이며 최종 사용자가 자동화된 트레이딩을 가능케 하는 자신들만의 트레이딩 스크립트와 로봇을 작성할 수 있는 기능으로 인해 유명해졌다. MeaQuotes는 그 뒤를 잇는 메타트레이더 5를 출시했다. 그러나 적용 속도가 느렸고 2013년 4월 기준으로 대부분의 중개인들은 여전히 MT4를 사용했다.